# Ali Magomedowitsch Alijew
Ali Magomedowitsch Alijew (russisch Али Магомедович Алиев; * 2. Juni 1983 in Rugudscha, Dagestanische ASSR) ist ein ehemaliger russischer Boxer im Bantamgewicht.

## Boxkarriere
Er begann 1996 mit dem Boxsport und wurde 2005 mit einem Finalsieg gegen Eduard Absalimow Russischer Meister im Bantamgewicht. Er konnte daraufhin an der Weltmeisterschaft 2005 in Mianyang teilnehmen, wo er im Achtelfinale ausschied.
2006 wurde er erneut Russischer Meister im Bantamgewicht und gewann in dieser Gewichtsklasse dann auch die Goldmedaille bei der Europameisterschaft 2006 in Plowdiw, nachdem er jeweils Vittorio Parrinello, İbrahim Aydoğan, Zsolt Bedák und Detelin Dalakliew besiegt hatte. Zudem erreichte er mit der russischen Mannschaft den zweiten Platz beim Weltcup 2006 in Baku.

## Sonstiges
Alijew schloss im Jahr 2000 die Schule Nr. 4 in Machatschkala ab und absolvierte anschließend 2005 ein Studium an der Sportabteilung und 2008 ein Studium an der juristischen Fakultät an der Dagestanischen Staatlichen Universität.